# Saturnia (bướm đêm)
Saturnia là một chi bướm đêm thuộc họ Saturniidae. Chúng là bướm đêm lớn, thường được gọi là hoàng đế. Phần lớn là Palearctic, nhưng 3 loài xuất hiện ở chaparral của California (S. mendocino, S. walterorum and S. albofasciata).

## Các loài
- Saturnia pavonia — Ngài hoàng đế nhỏ
- Saturnia pyri — bướm đêm hoàng đến lớn, bướm đêm hoàng đế Viên
- Saturnia spini (Denis & Schiffermüller, 1775)
- Saturnia mendocino — Mendocino saturnia [2]
- Saturnia walterorum — Walter's saturnia [3]
- Saturnia albofasciata — white-streaked saturnia [4]
- Saturnia zuleika